# Government Accountability Office
Pour les articles homonymes, voir GAO.
Le Government Accountability Office (GAO) est l'organisme d'audit, d'évaluation et d'investigation du Congrès des États-Unis chargé du contrôle des comptes publics du budget fédéral des États-Unis. Il fait partie de la branche législative du gouvernement fédéral des États-Unis.
Il est dirigé par le Contrôleur général des États-Unis (Comptroller General of the United States), un poste professionnel et non partisan dans le gouvernement américain.
Il est l'équivalent de la Cour des comptes dans certains autres pays, comme la France.

## Description
Le GAO a aussi un rôle d'évaluation technique, un peu comme l'Office Parlementaire des Choix Scientifiques et Techniques (Français)

## Histoire
Il a été créé sous le nom de General Accounting Office le 1er juillet 1921 et a changé de nom en juillet 2004.
Le 17 janvier 2009, le GAO a publié un rapport montrant que plusieurs grandes entreprises américaines recevant de l'aide financière du gouvernement fédéral américain, à la suite de la crise financière de 2008, avaient des filiales dans des paradis fiscaux, économisant ainsi des milliards de dollars américains en impôts.